# ケーニグセグ・アゲーラ
アゲーラ（Agera ）はスウェーデンの自動車メーカーケーニグセグが販売していたスーパーカーである。
本項ではベースモデルの「アゲーラ」に加え、スペックが強化された「アゲーラR」などについても記述する。

## 概要
ケーニグセグ・CCXの後継機として発表された。車名はスウェーデン語で「行動する」という意味の"Agera"と、古代ギリシャ語で「不老」という意味の"Ageratos"からとられた。
2018年に全モデルの生産を終了。後継は2020年に発表されたジェスコとなる。

## バリエーション

### アゲーラ
2010年3月のジュネーブモーターショーで発表された。自社開発のV型8気筒5.0 Lツインターボエンジンを搭載する。発表当時、排気量は4.7 Lの予定だったが、市販時に5.0 Lに変更になった。最高出力940PS/6,900rpm。2,700rpmから6,170rpmまでの広い回転域で1,000Nm以上のトルクを発生させることができ、最大トルクは1,100Nm/4,000rpmとなる。
エクステリアデザインは歴代モデルと同様のコンセプトを持つが、空力性能が向上しておりCd値は0.26である。
100km/hまでの加速時間は3.1秒、200km/hまでは8.0秒、さらに100km/hからの制動距離は30.5mであり、加速、制動性能ともにクラス最高レベルに達する。最高速度は395km/hと公表されている。

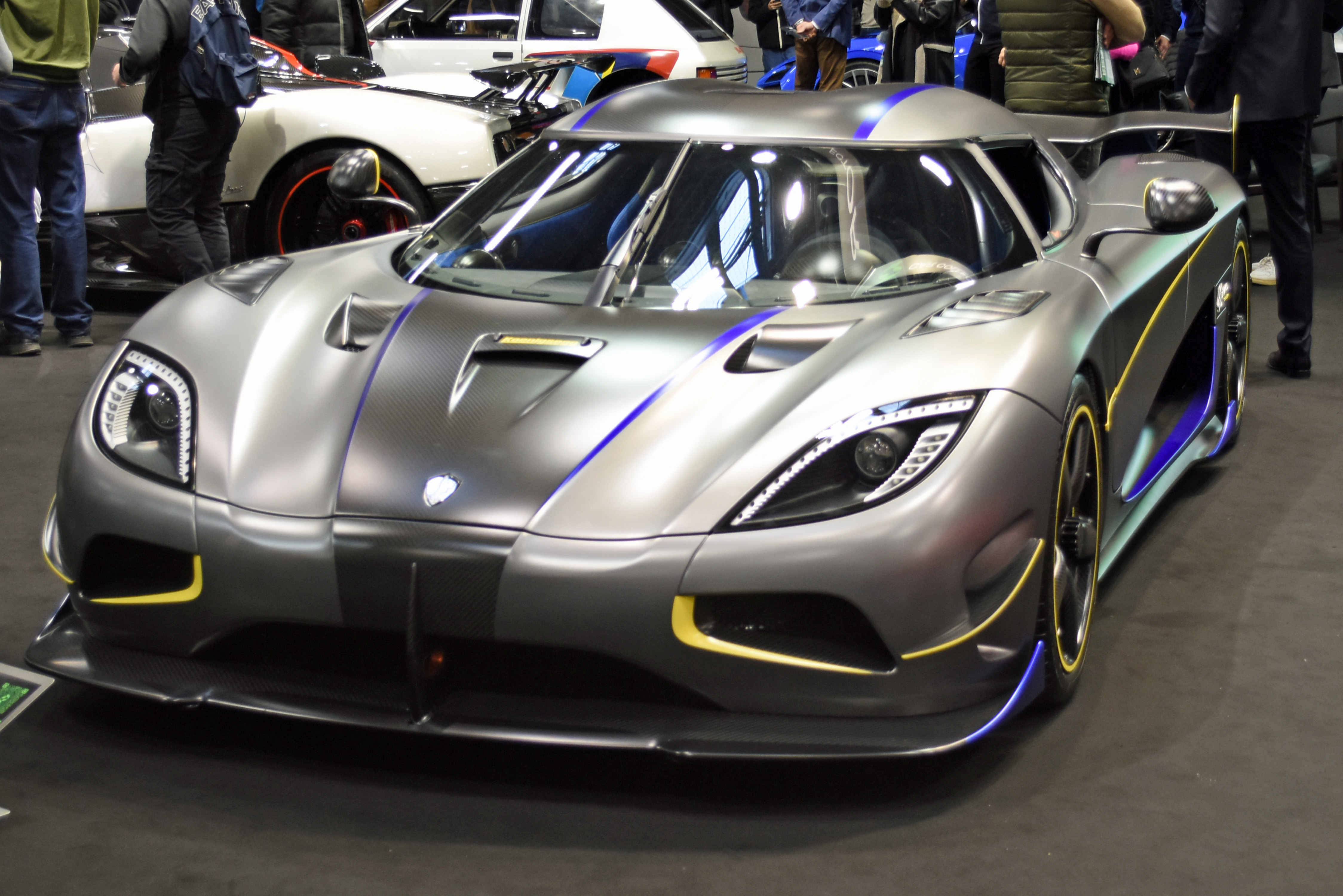

### アゲーラ R

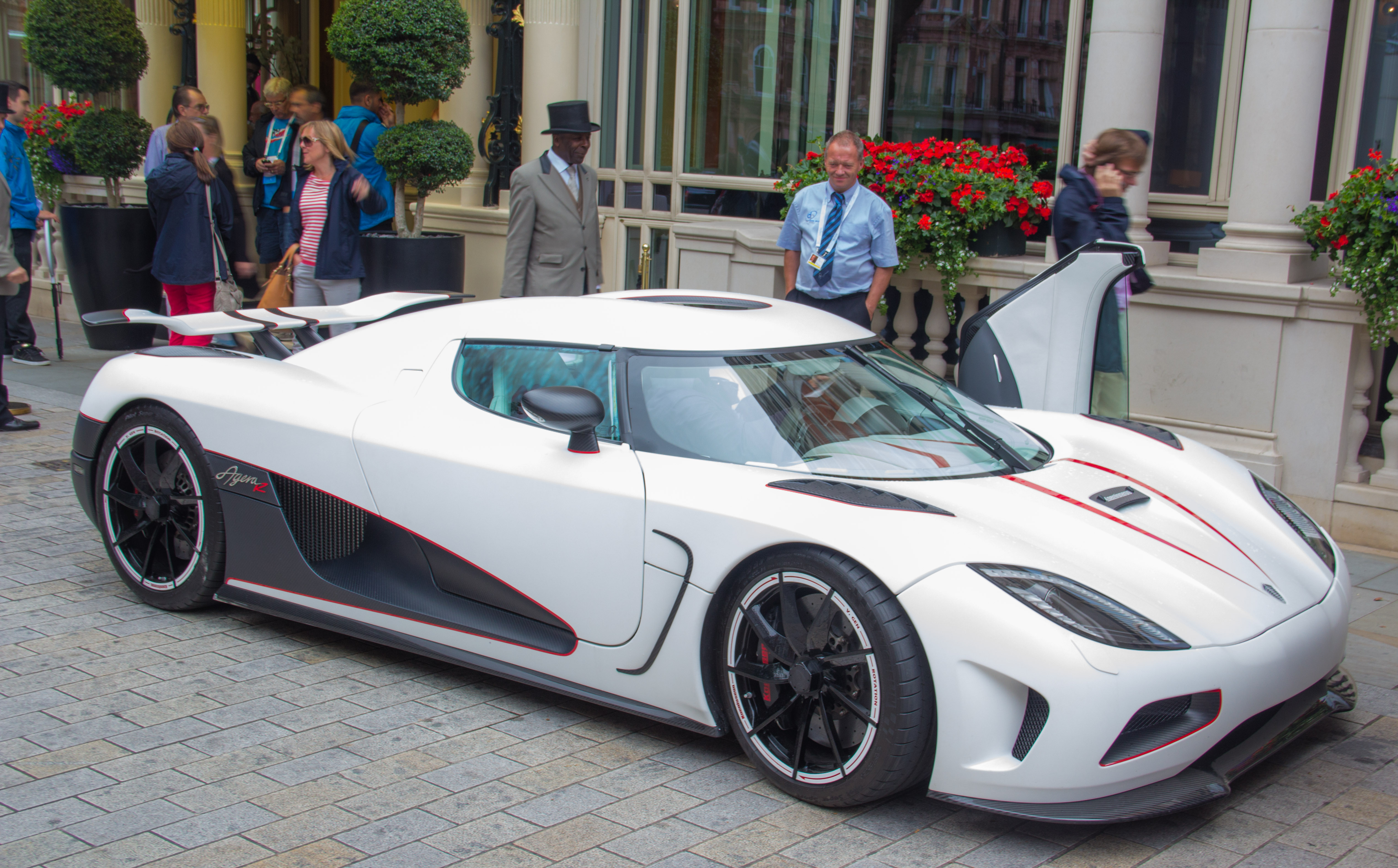
アゲーラR

2011年のジュネーブモーターショーで発表された、アゲーラをベースにその性能を向上させたモデルである。エンジンにはアゲーラから大きな変更はないが、最高出力は1,115PS/6,900rpm、最大トルク1,200Nm/4,100rpmであり、それぞれ175PS、100Nm向上している。100km/hまでの加速時間は2.9秒、200km/hまでは7.5秒でこちらもアゲーラより速く、耐・横G性能は1.6Gであり、コーナリング性能も高い。最高速度は理論上440km/hも可能であるとされる（タイヤの耐久力が追いつかないため実際には未知数）。
2013年にマイナーチェンジ。最高出力は25PS向上して1,140PSに、許容回転数は7,250rpmから7,500rpmに引き上げられた。足回りには中空構造のワンピースカーボンファイバーホイールを装着、サスペンションも改良が施された。また新たにエアロパーツを補強したことでダウンフォース量も向上した。アゲーラRジジンについては説明は詳しくわかっていない。
アゲーラRが樹立した世界記録
2011年9月、第三者によってアゲーラRの走行性能のテストが行われ、その際に以下の部門で世界記録を樹立した。
- 0-300キロ:14.53秒
- 0-200マイル(約322km/h):17.68秒
- 300-0キロ:6.66秒
- 200-0マイル:7.28秒
- 0-300-0キロ:21.19秒
- 0-200-0マイル:24.96秒

ケーニグセグはこれらをギネス世界記録に申請、同年12月に「停止状態から300km/hまで加速して再び停止するまでが最も速い2人乗りの市販車：記録21.19秒」が正式に認定された。

### アゲーラS

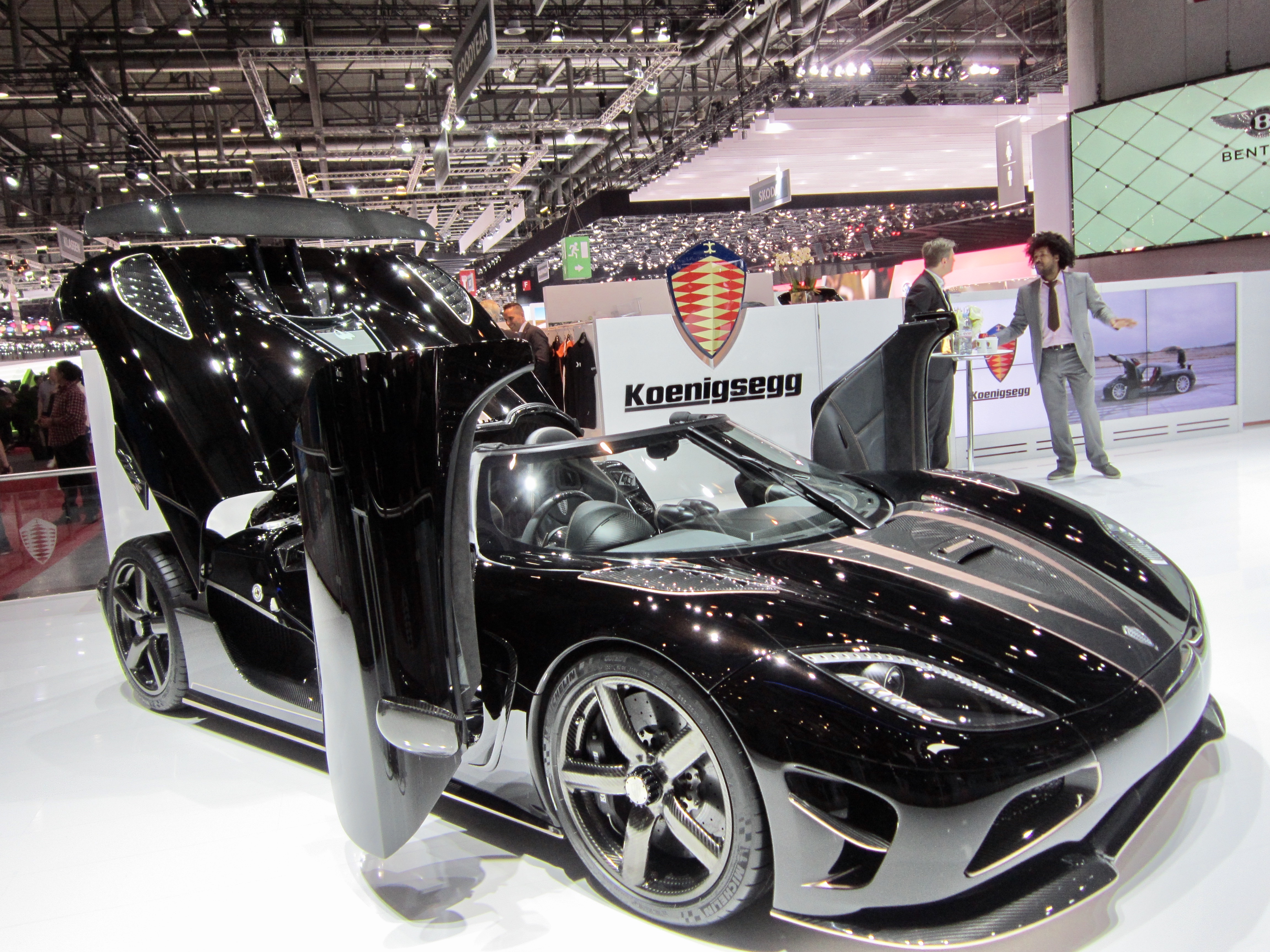
アゲーラS

アゲーラRをもとにした環境配慮仕様車である。先代のCCXRはバイオフューエルを使用していたが、アゲーラSはエレクトリックシステムを使用する。最高出力は1,030PS/7100rpm、最大トルク1,100Nm/4,100rpm。

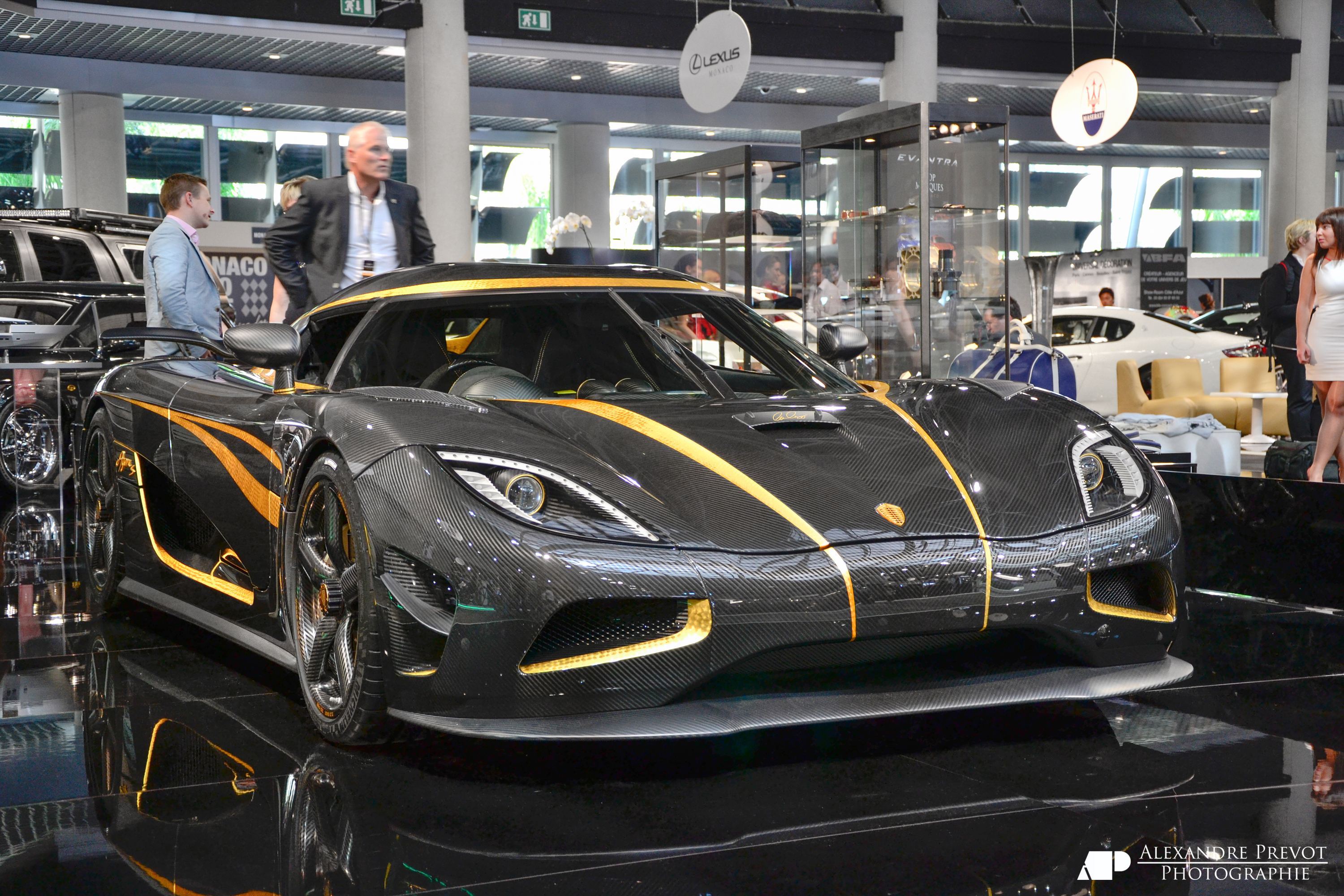

2013年のジュネーブモーターショーにて100台生産を記念してアゲーラSハンドラ（Hundra ）が公開された。エキゾーストパイプなどに純金を使用し、フルカーボン仕様となっている。

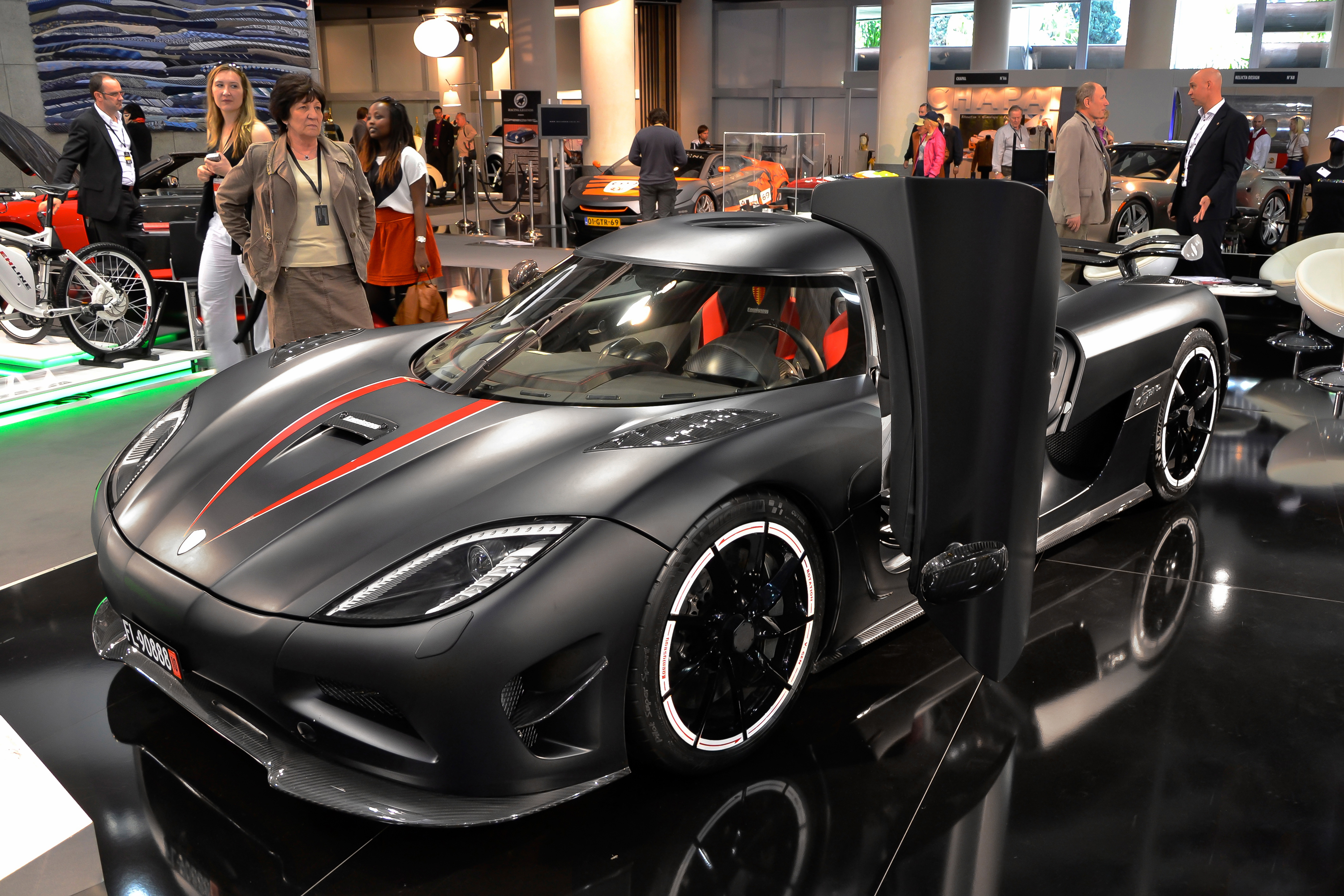

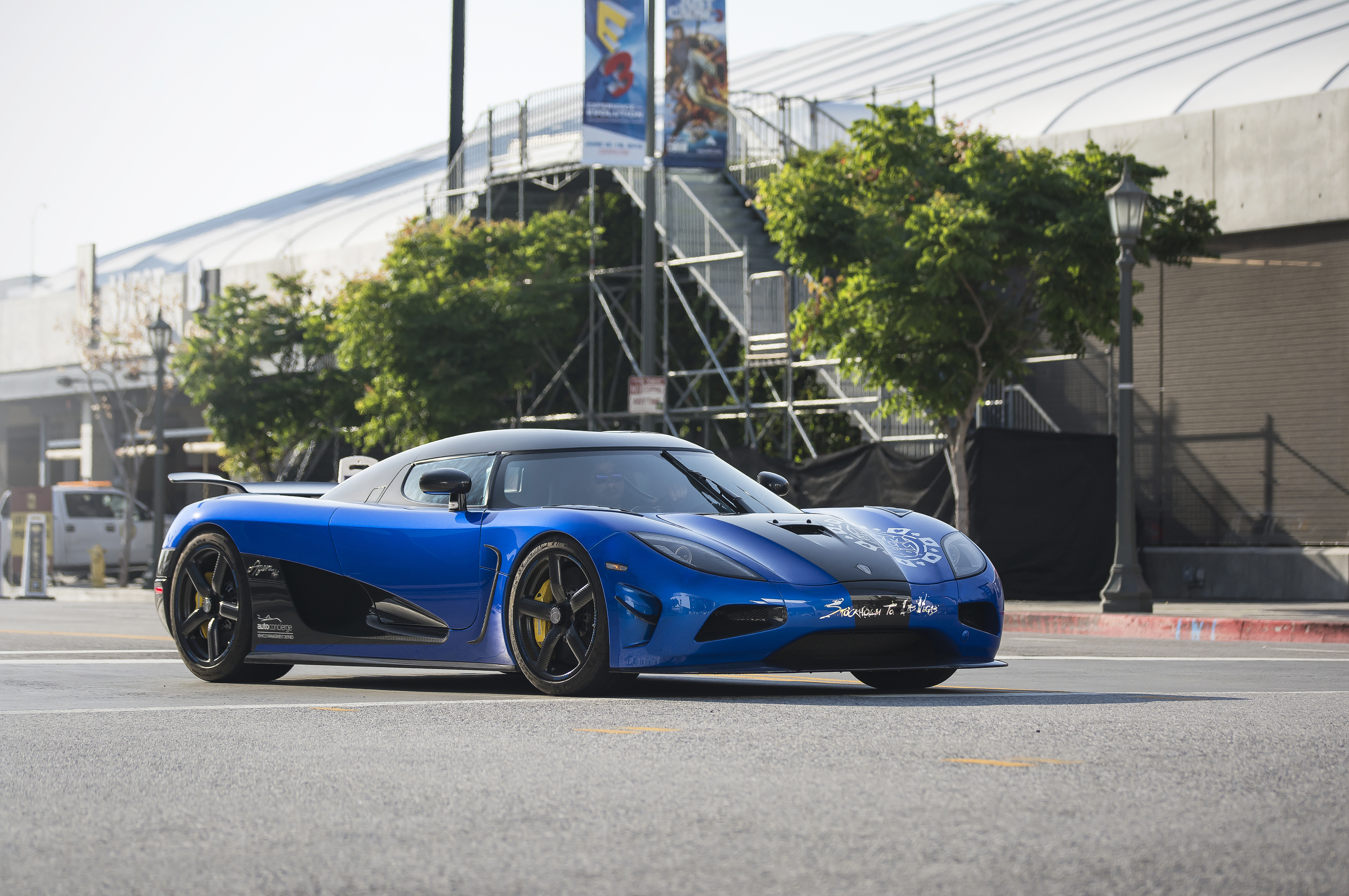

### アゲーラN/アゲーラHH/アゲーラX

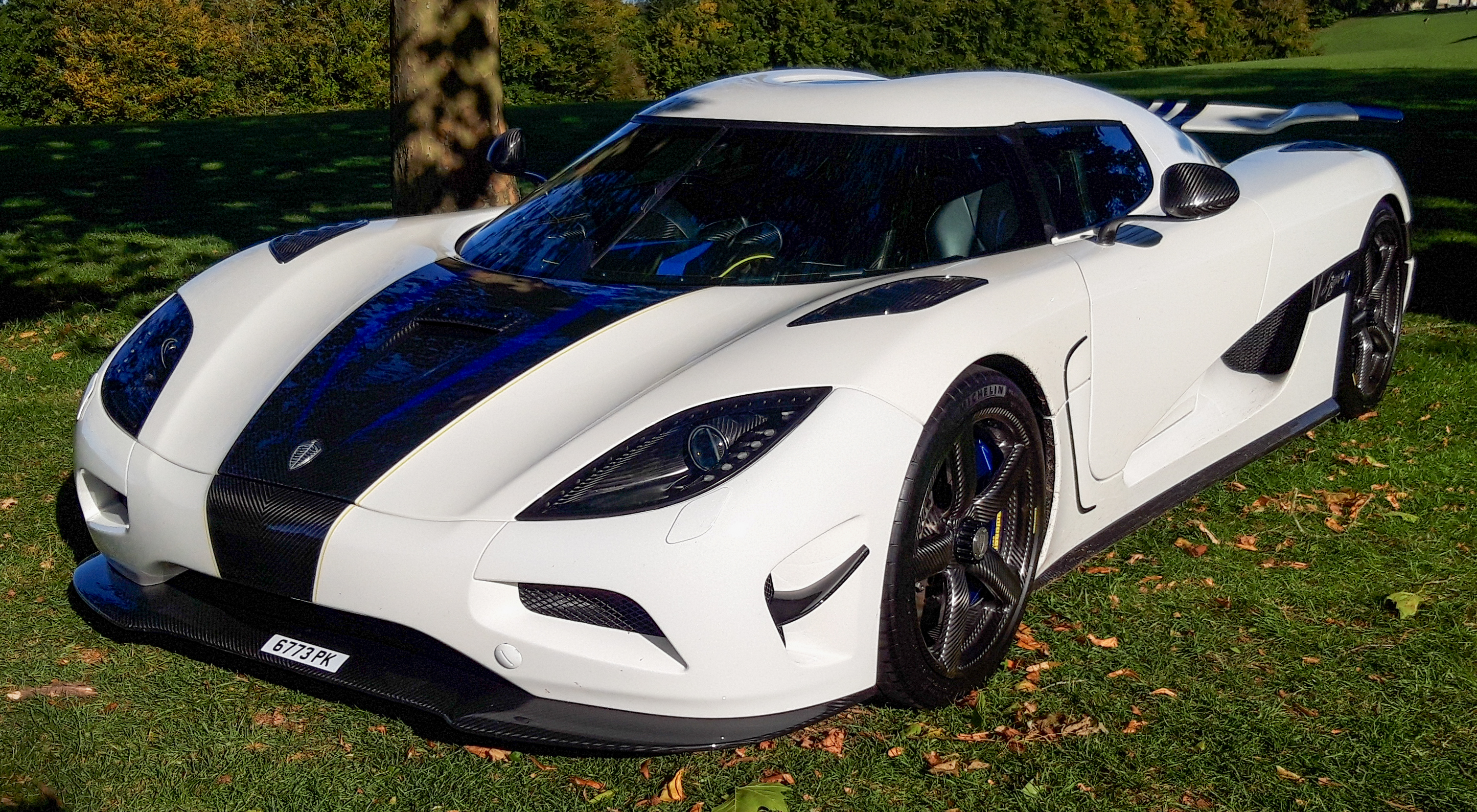
アゲーラN

イギリスの実業家のPeter Saywellが所有していたアゲーラを新しいオーナーが一度ケーニグセグ本社に送り返し、アゲーラR用のリアウイング、フロントウィングレットやアゲーラRS用のカーボンホイール、ヘッドライト、ステアリング、アゲーラOne:1用のカーボンサイドミラーなどを取り付けて特注したワンオフモデル。これは標準的なアゲーラで現在は有名なポルシェチューニング会社ゲンバラのCEOを務める最初の所有者ステフェン・コルバッハによってアゲーラXというニックネームが付けられた。デンマークのプログラマー、デイビッド・ハイネマイヤー・ハンソンのために特注されたアゲーラS。モントレーブルーにクリアカーボンファイバーのアクセントがあしらわれている。米国で唯一のアゲーラSである。

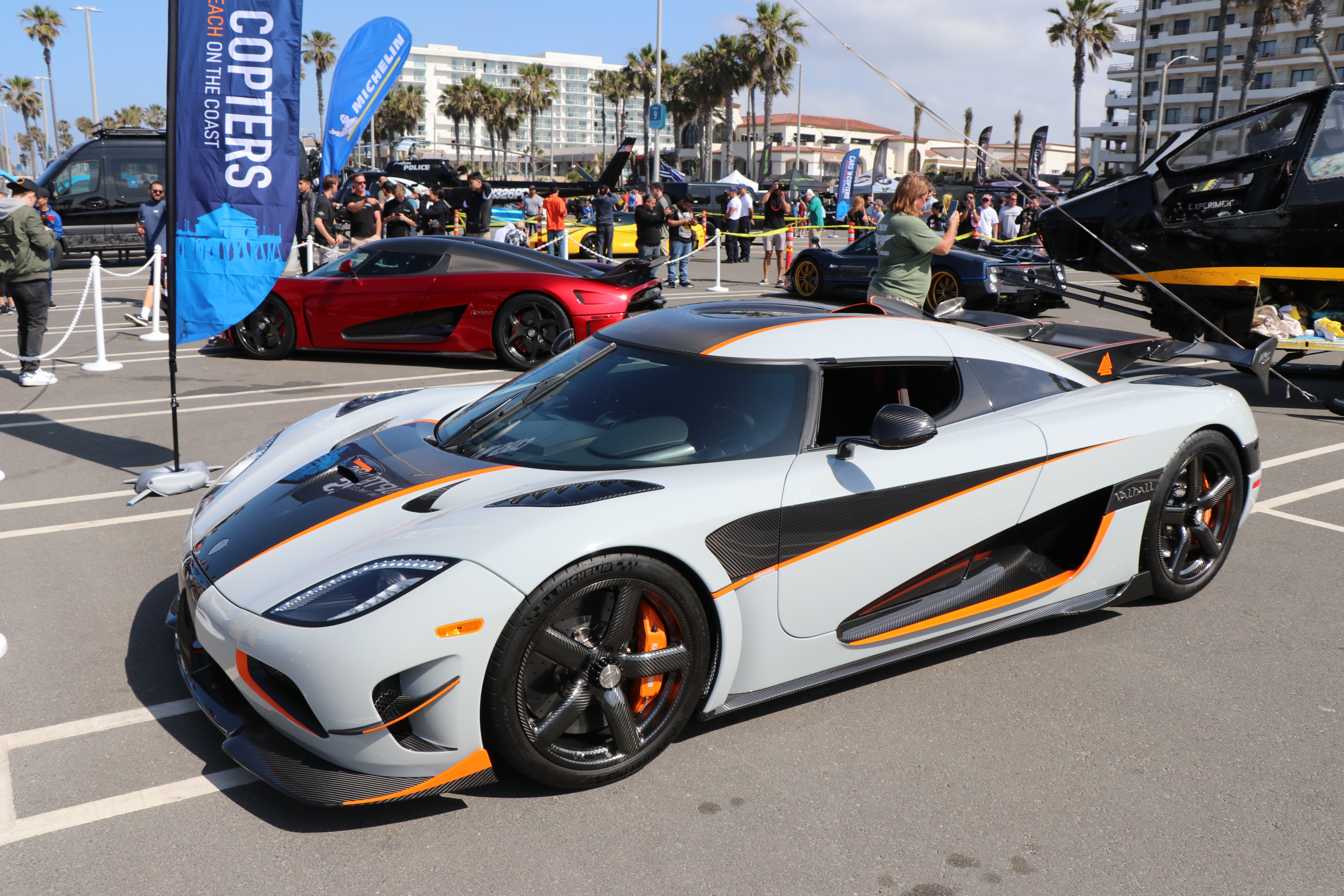

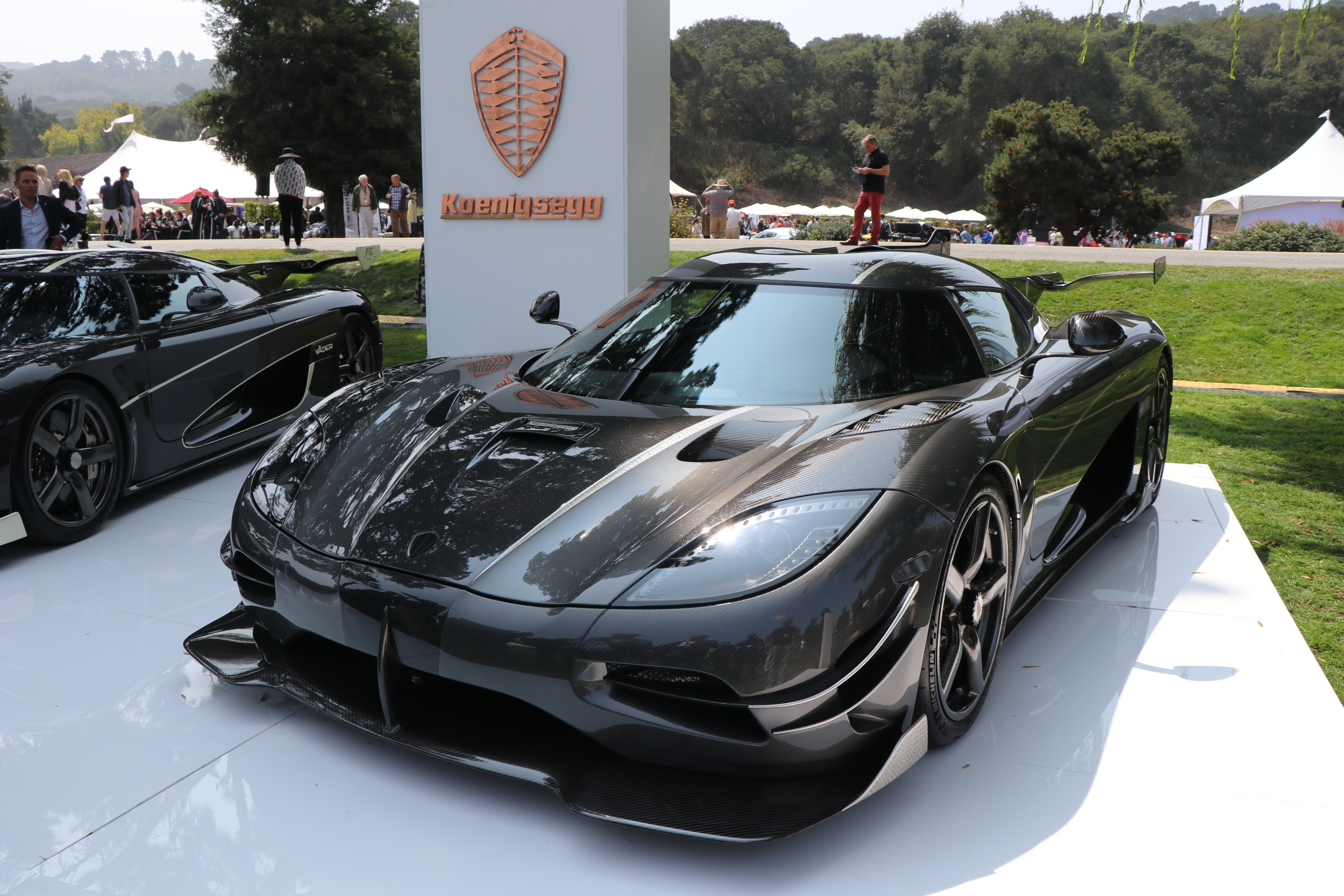

### アゲーラRS/アゲーラRSドラケン/アゲーラRSヴァルホール

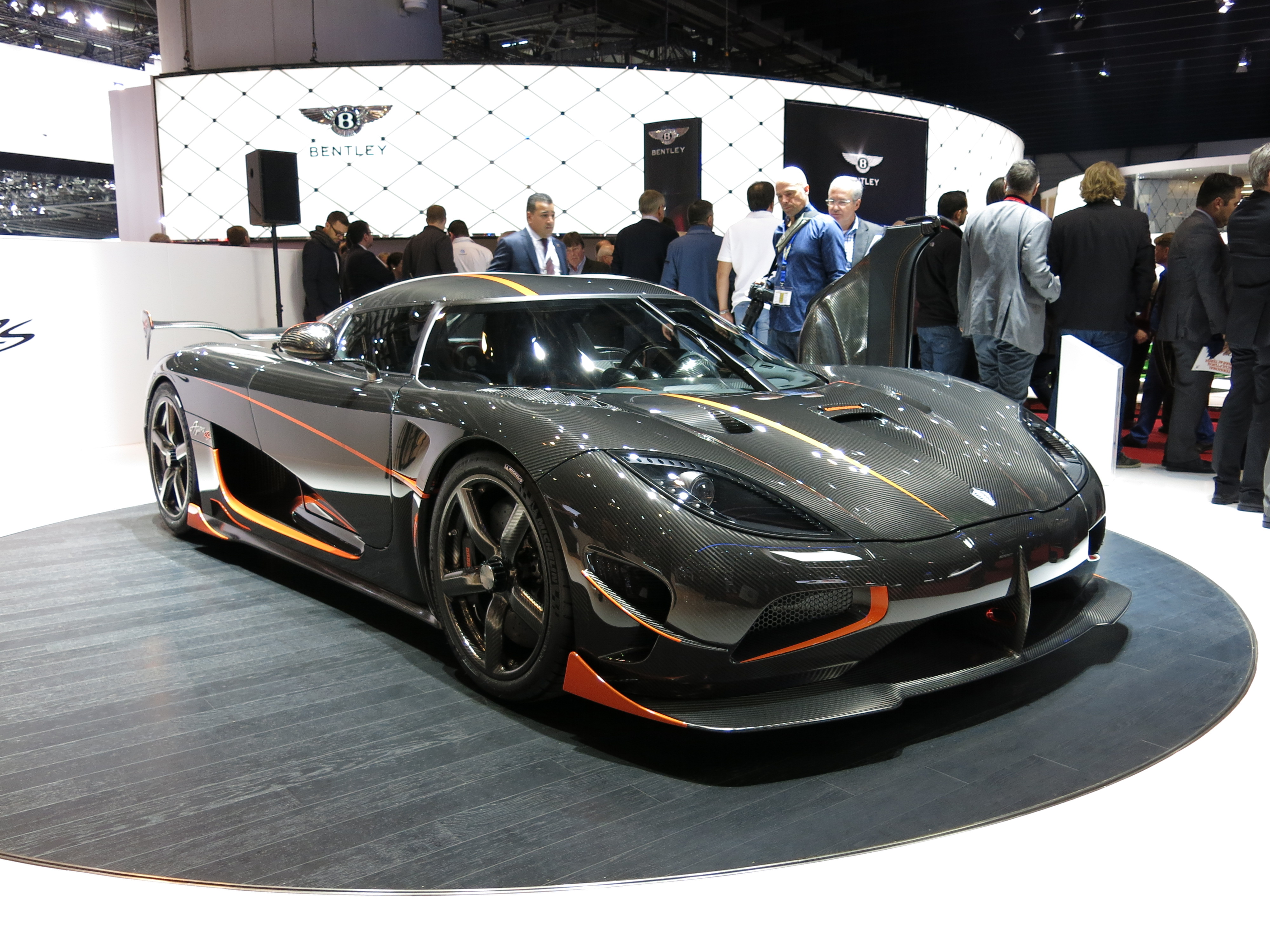
アゲーラRS

25台限定生産。2017年11月4日、時速447km/hの最高速度を記録し、当時の量産車による世界最高速記録を達成した。2018年4月4日にに生産終了が発表された。　砕くダイヤモンドをあしらったカーボンファイバー仕上げのユニークなアゲーラRS。元々はダン・カンのために作られたもので、スウェーデン語でドラゴンを意味するドラケンと名付けられた。バトルシップグレーにオレンジのアクセントあしらったこの仕様は人気のフードチェーン店からインスピレーションを得ている。

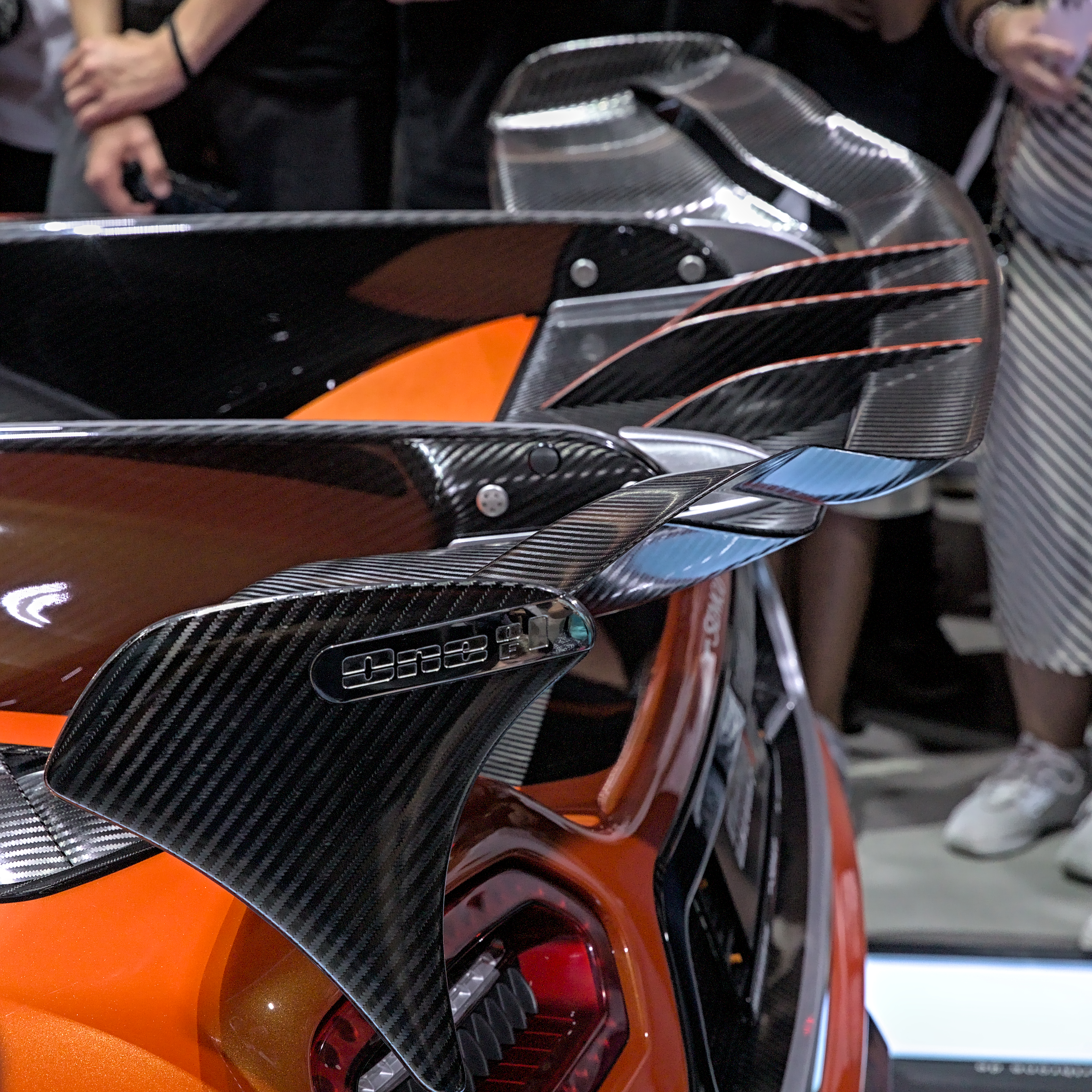

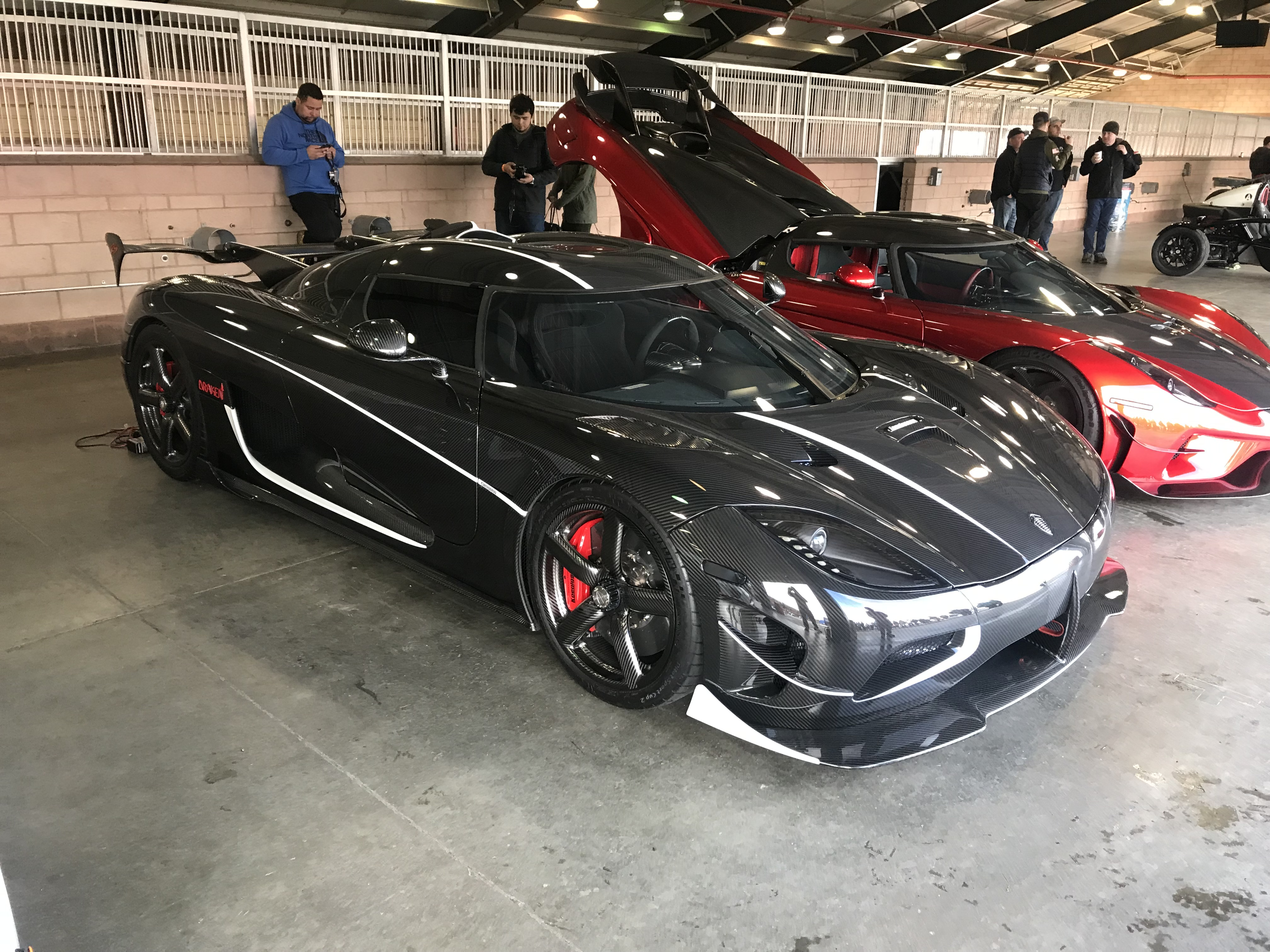

### アゲーラRS リファインメント/アゲーラRS1/アゲーラRS HM
アゲーラRSをベースにしたワンオフモデル。世界7台限定のOne:1からインスピレーションを受けたパーツを使用している。アゲーラRSHMとアゲーラRS1は説明なし。

### アゲーラRS フェニックス

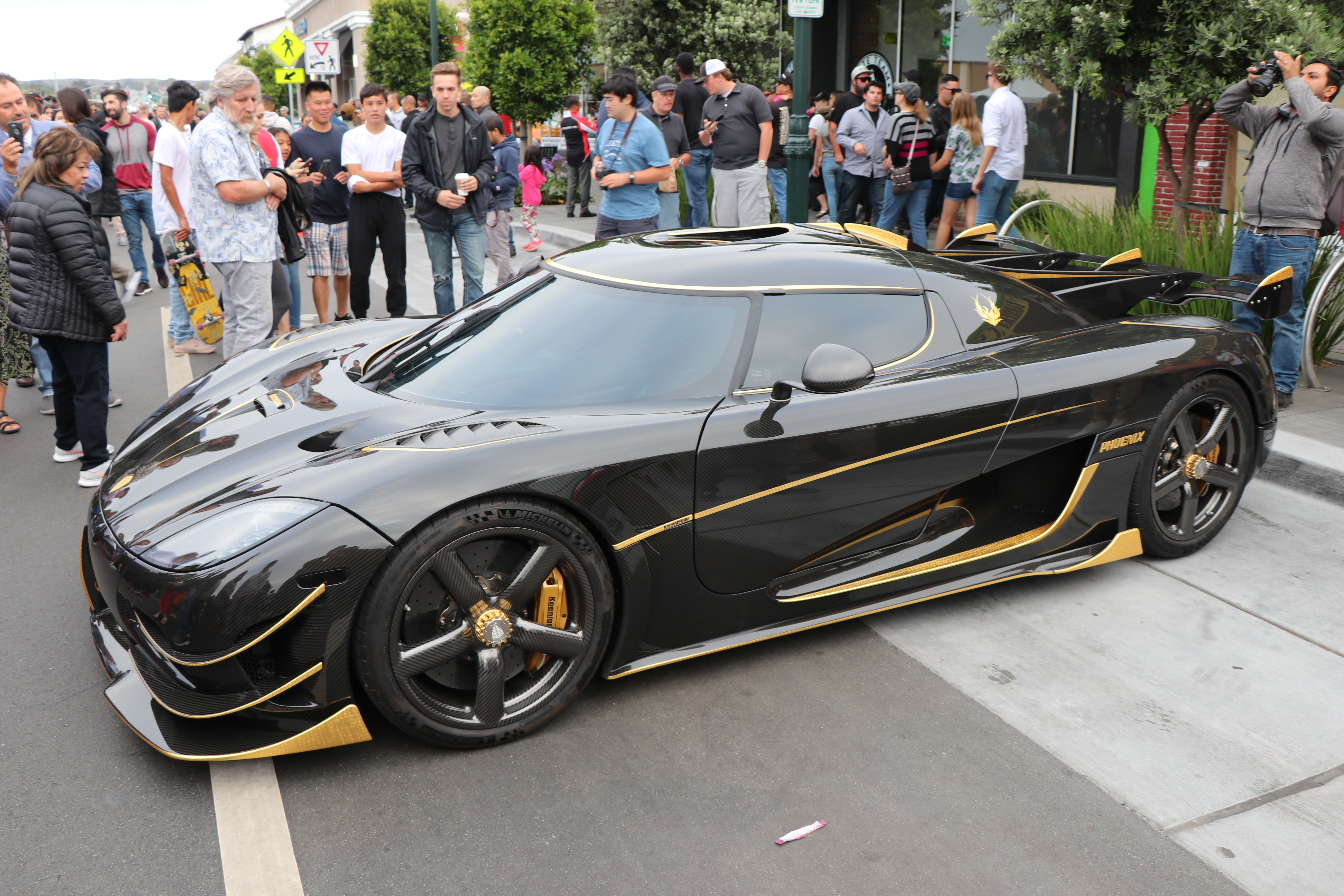
アゲーラRS フェニックス

アゲーラRSのワンオフモデル。アメリカの不動産王Manny Khoshbinが2.4億円で購入し、5ヶ月後に4.5億円で転売されている。グロスブラックのフルカーボンファイバーボディにフードストライプやフロントスプリッター、フロントカナード、ドア、サイドスカート、リアウイング、ルーフスクープなどに金箔のアクセントが入っている。インテリアでは、エアコンの吹出口やカラードステッチ、ステアリングなどにゴールドが入っている。また、アルカンターラ仕上げの、助手席側のダッシュボードには"PHOENIX"の表記が入っている。

### アゲーラRS ナラヤ

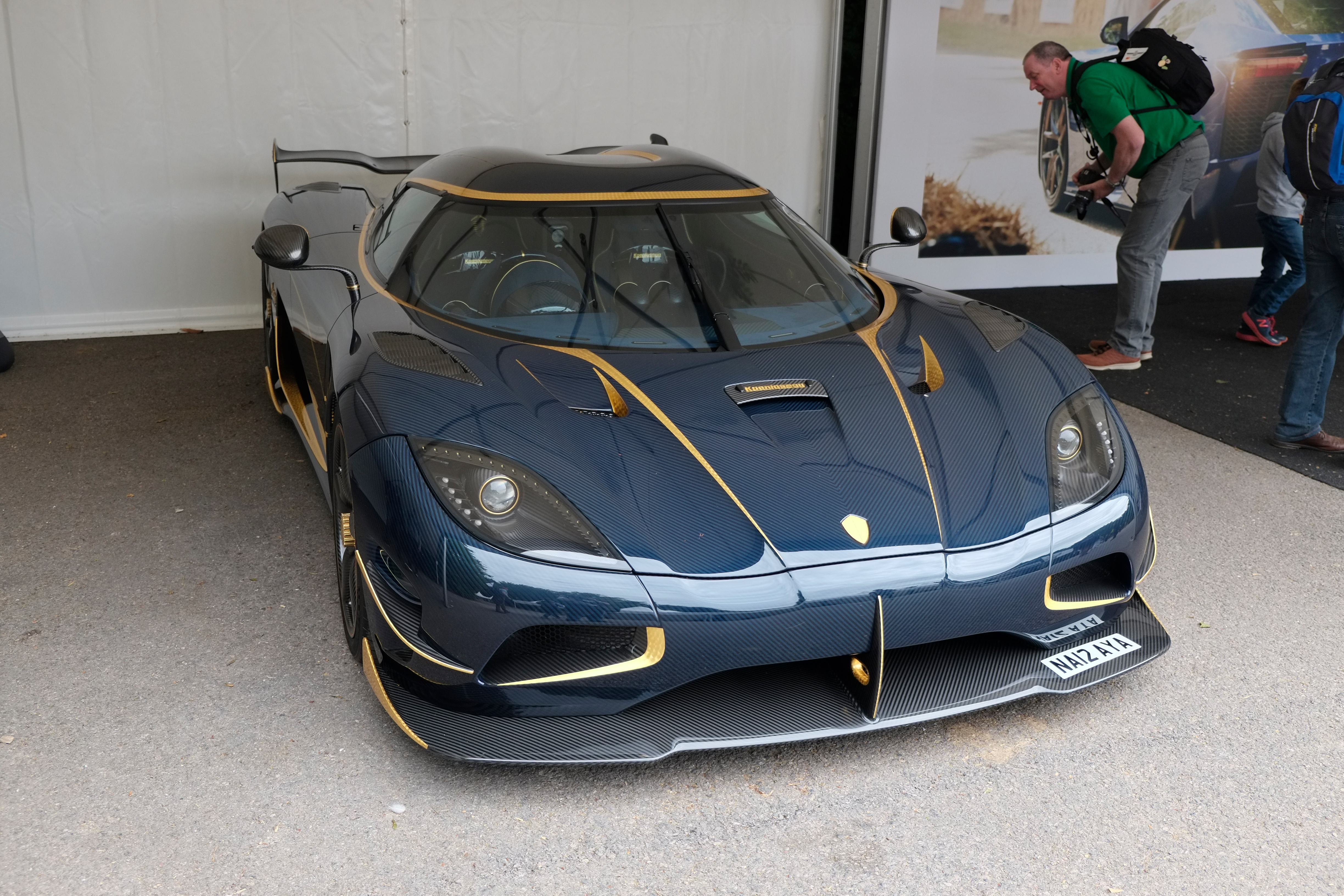
アゲーラRS ナラヤ

アゲーラRSのワンオフモデル。エクステリアはブルークリア塗装が施されたエクスポーズド・カーボンファイバーボディにゴールドのトリムやアクセントが入っている。他にも155個ものダイヤモンドが使用されている。インテリアではエアコンの吹出口やステッチ等至るところにゴールドが入っている。サイドミラーのミラー部分がケーニグセグのエンブレムの形に発光するが、これはウインカーのランプである。

### アゲーラRSN/RST

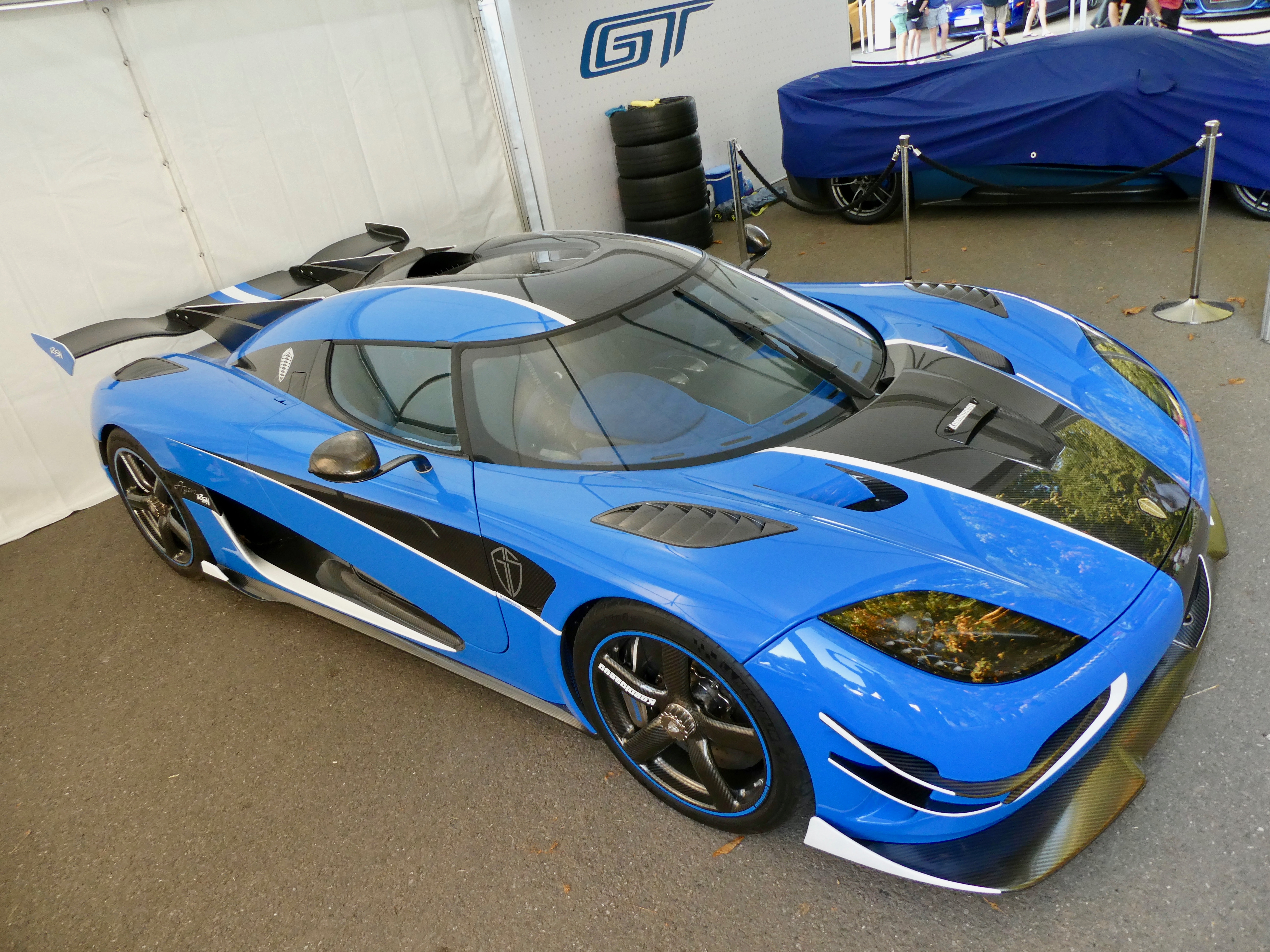
アゲーラRSN

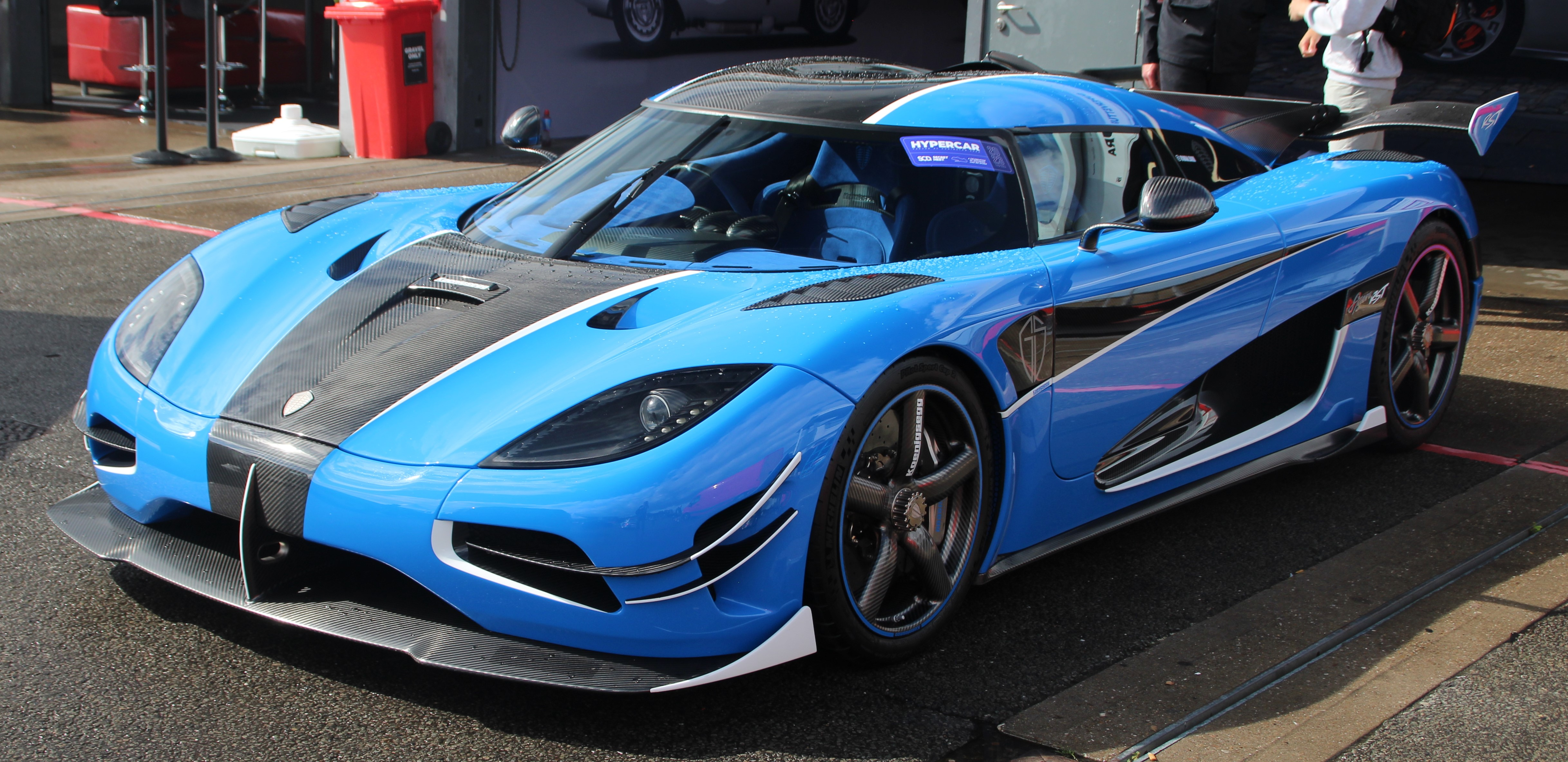

アゲーラRSがベースのワンオフモデル。ボディカラーは「ジョシュ・ブルー」と呼ばれる爽やかな水色で、ブルーのシェードやホワイトのアクセントが入っている。インテリアは右ハンドル仕様で、ブルーのアルカンターラを使用したトリムや、カーボンファイバー製のオーナメントパネル等が取り付けられている。サイドシルには"Agera RSN"の文字が表記されている。
2020年に約5.5億円で中古車市場に登場した。走行距離が11,100kmの時点で販売され、イギリスで納車後、すぐにVMax200にてケーニグセグのファクトリードライバーであるニクラス・リヤによって389km/hを記録した。
2023年、新しい所有者の名前であるトムに合わせてRSTに名前が変更された。その後バッジのアップデートも行われた。最高速度446km/hを記録した。carwowではアゲーラRSTとTT(1000馬力)と、ポルシェ・911ターボSでドラッグレースを行っていた。別の動画ではスズキ・隼とテスラ・モデルSプレイドとドラッグレースをさせていた。

### アゲーラXS

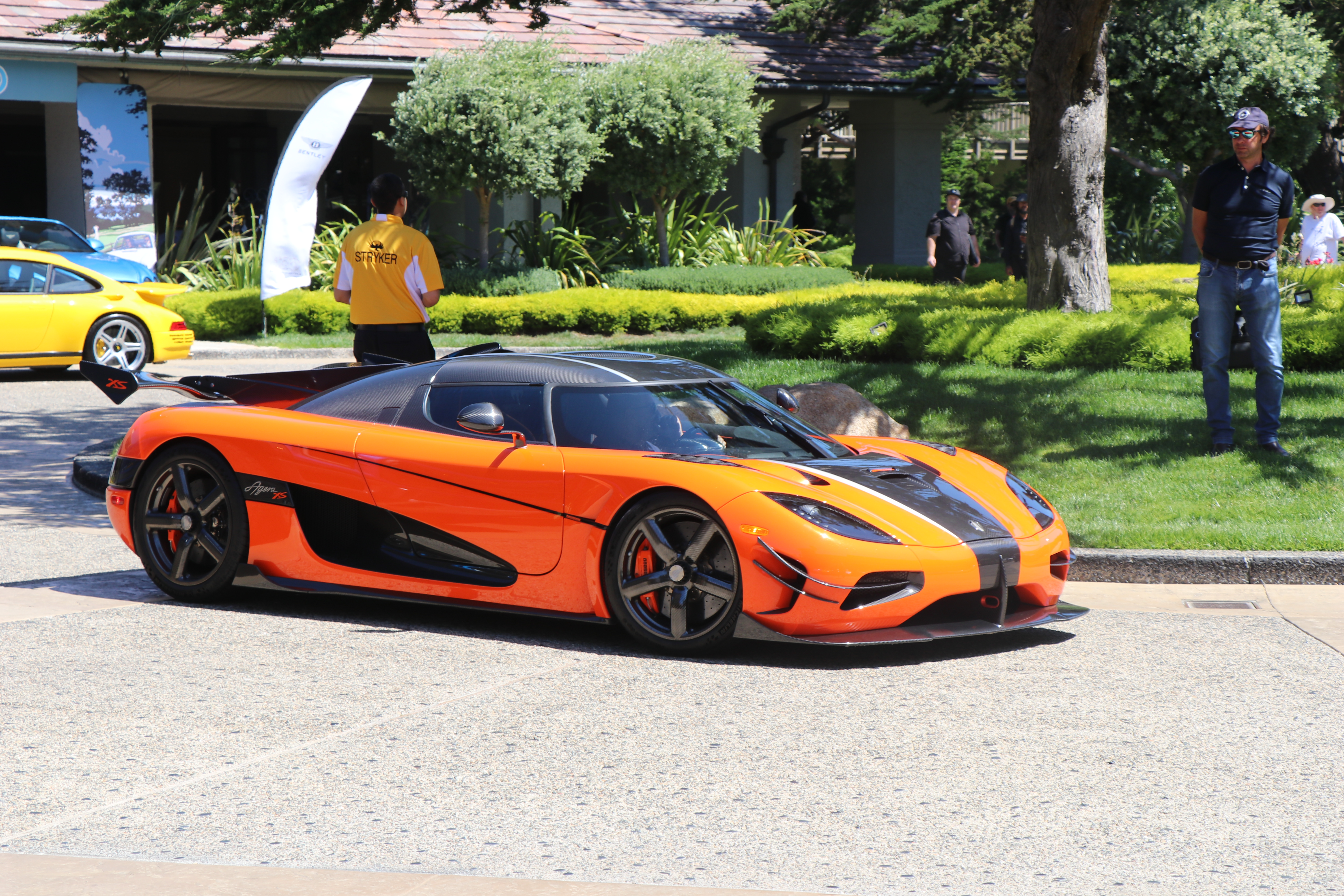
アゲーラXS

2019年8月15日に開幕したモントレー・カー・ウィークで初公開された「アゲーラRS」の米国第一号車で、オーナーの希望で「アゲーラXS」と名付けられた。「Karosserie Orang」と呼ばれるオレンジ色が採用され、ケーニグセグ史上最大のリアウイングが装備されている。

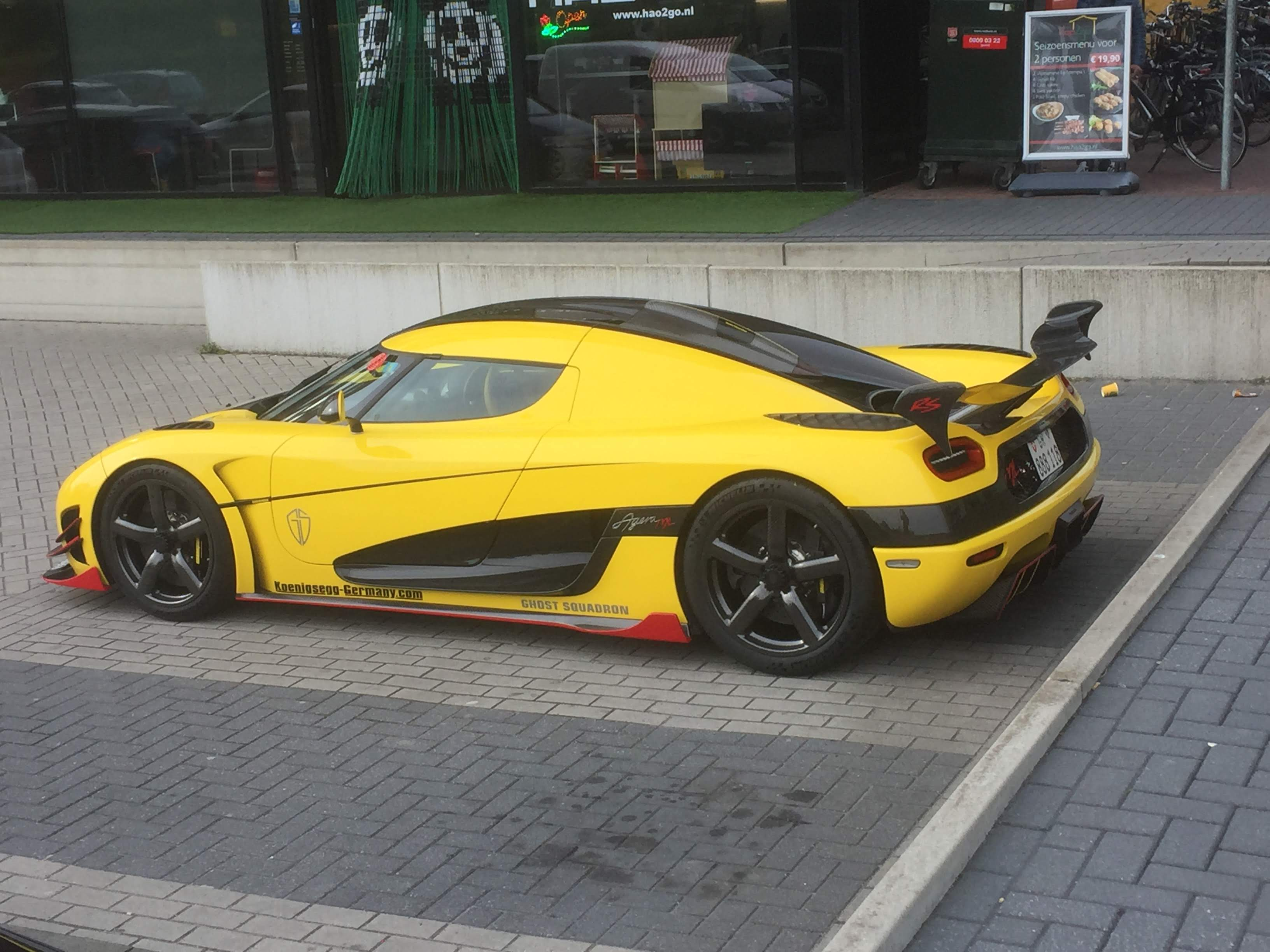

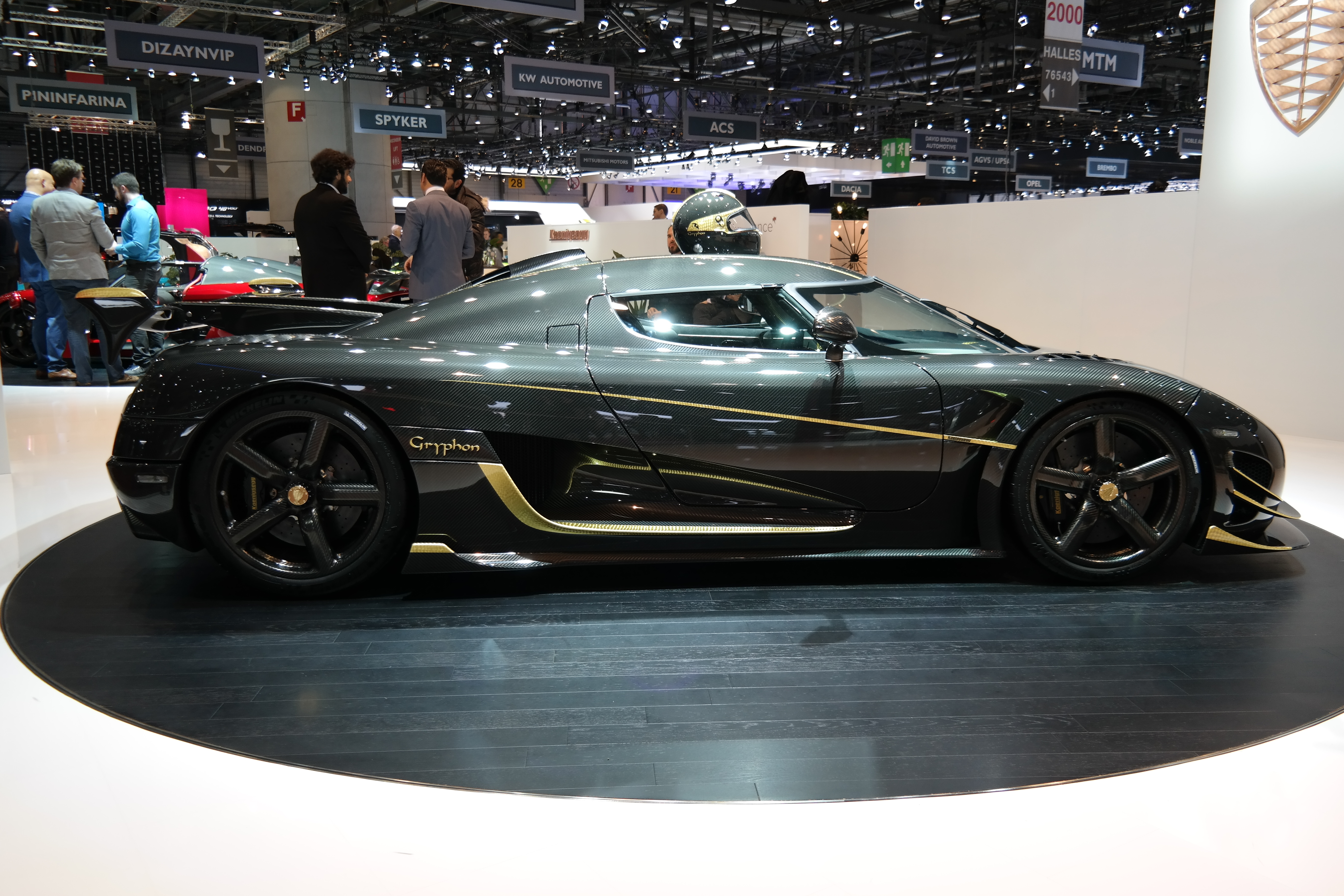

### アゲーラML
アゲーラRSがベースのワンオフモデルで「アゲーラML」と名付けられた。イエローのカーボンボディを基調とし、カーボンブラックのアクセントと、ディテールポイントにはレッドを追加したカラーリングをしている。インテリアはブラックとイエローのバイカラーを採用し、レザーとカーボンを多用したキャビンとなっている。名前のMLはオーナーのイニシャルから取ったものと言われている。
2017年のジュネーブモーターショー開催前の企画としてケーニグセグのみのパレードランが行われた際、アゲーラMLがオーバーヒートして路上で立ち往生した。

### アゲーラRS グリフォン
アゲーラRSの最後の個体でワンオフモデル。24金の金箔が貼られたストライプとバッジがカーボンファイバーボディに描画される。シートは黒のアルカンターラにポリッシュのカーボンファイバー、そして陽極処理されたアルミニウムのトリムが取り付けられる。また、シートにグリフォンのバッジとゴールドストライプが入っている。

### アゲーラRSR

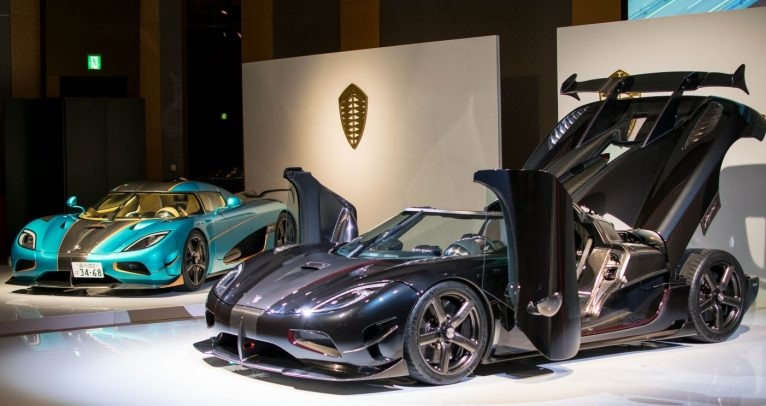
アゲーラRSR

3台だけの限定生産で、3台とも日本で販売された。ベースは「RS」で、「One:1」からの構造的特徴をいくつか受け継いでおり、ルーフスクープや特徴的な吊り下げ式のリアウイングなどがある。

### アゲーラOne of 1
2016年のジュネーブ・モーターショーで発表されたアゲーラ・ファイナル・シリーズの第一弾モデル。

### One:1/アゲーラファイナルエディションthor/vader

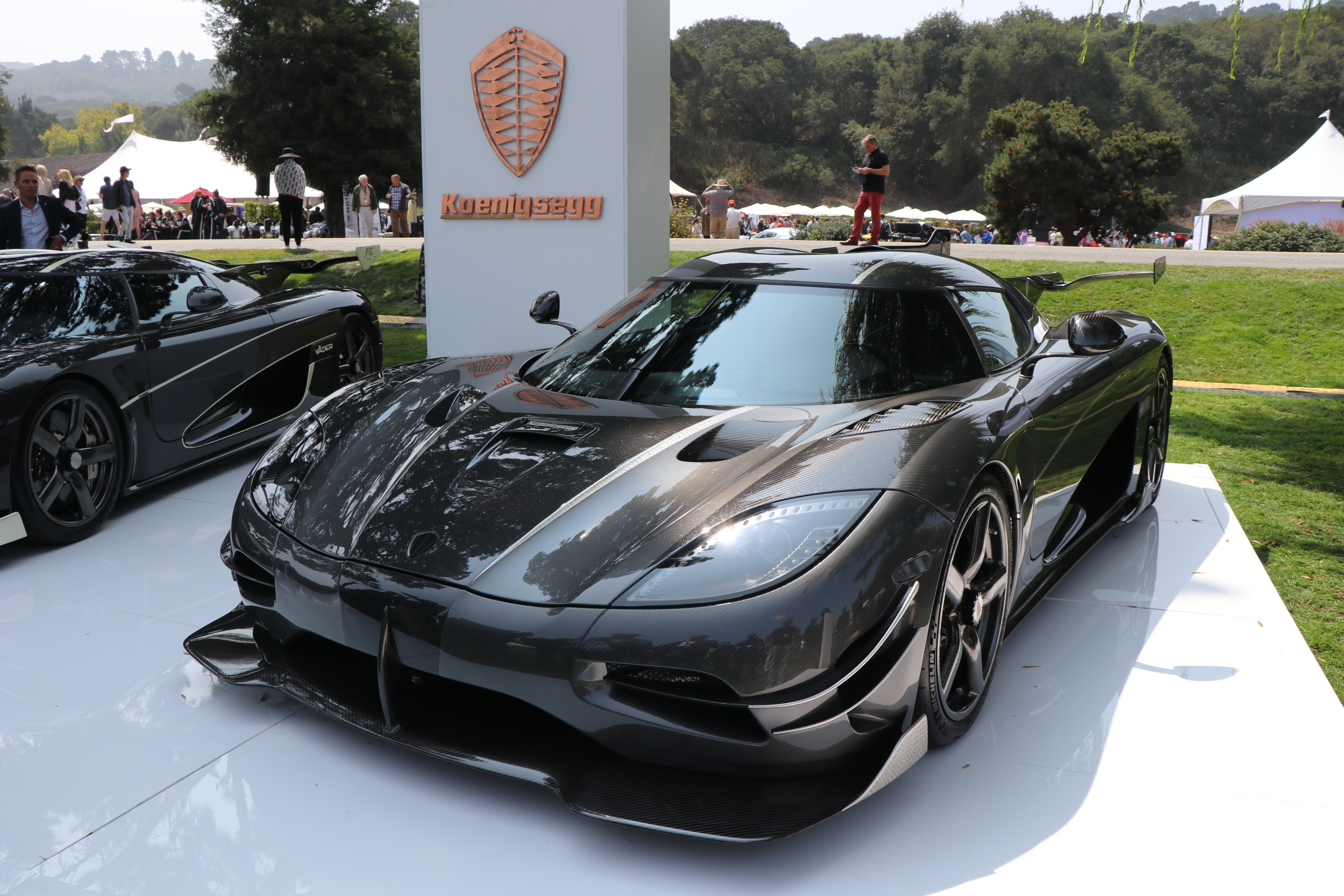

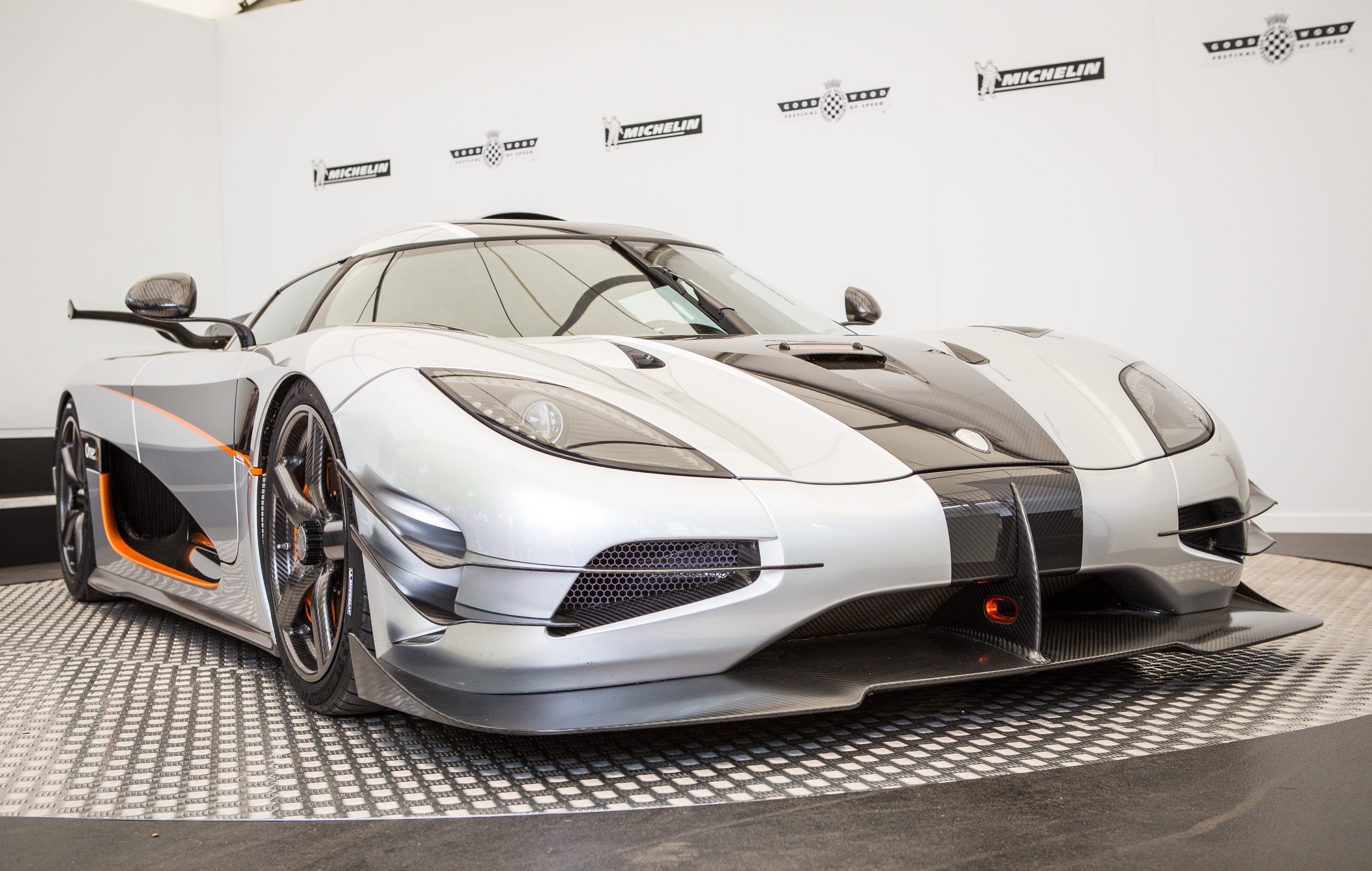
One:1

2014年のジュネーブモーターショーで発表された、ケーニグセグの創業20周年を記念して作られたアゲーラの究極モデル。生産台数6台。性能は最高出力1360PS、最大トルク1371Nmに引き上げられた。理論上の最高速度は440km/hと公表されている。また、空力面でも2本のシャークフィンやアクティブエアロシステムを装備するなど大幅な改良が施されている。
名前の由来は、最高出力が1360PSなのに対し、車重も1360kgでパワーウェイトレシオが1:1＝One:1な事から。1360PS(1341HP)というパワーが1メガワットに当たるため、ケーニグセグはこれを「メガ・カー」と呼称している。2016年のジュネーブモーターショーで最後の記念として発表された。’アゲーラFE Thor`と’アゲーラFE Vader`の2つのモデルがある。